# LaGrange (Ohio)

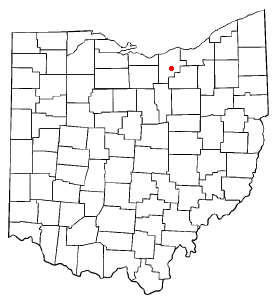
LaGrange na planie stanu Ohio

LaGrange – wieś w USA, w stanie Ohio, w hrabstwie Lorain.
Według danych z 2000 roku wieś miała 1815 mieszkańców.